# 分诊

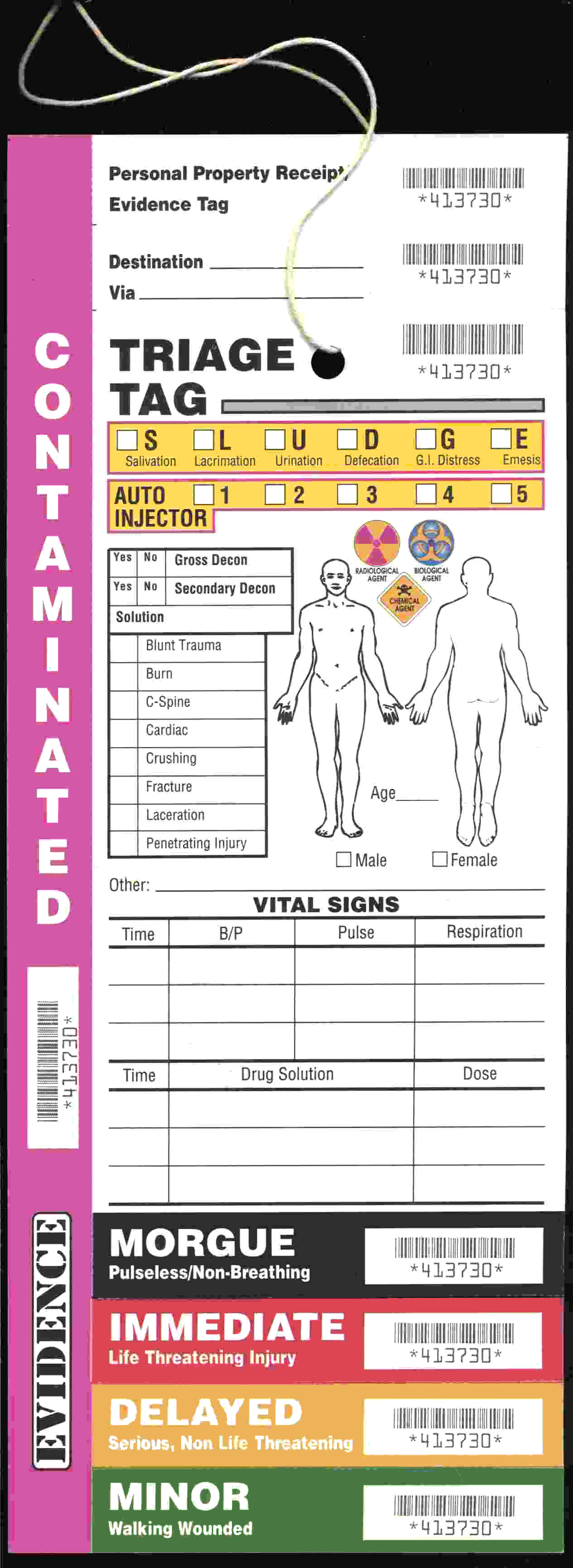
典型的分诊标签

分诊（triage）又稱预检分诊（pre-screening triage）、檢傷分類，是根据病患或伤员轻重缓急情形进行甄别分类，从而决定处理优先级別以及后送何处治疗为宜的一套程序。分诊的目的是在相对医疗资源不足以处理所有病患伤员时，合理分配医疗资源，争取时间、获得抢救成功，为危急重症者提供最佳就诊流程，以及兼顾到普通患者的利益。
术语 triage 最初来自法语的动词，意即分类、排序或选择 。分诊决定了紧急治疗的处理次序和优先级别，救护运输的次序和优先级，以及伤员送达的地点。

## 分诊类型

### 简单分诊
简单分诊常用于大规模伤亡情形下，以快速将病患分类为需要紧急处理并送往医院伤员或者非严重伤员。该处理步骤在伤员转移之前进行。伤员的分类依据是其伤情的严重程度，并使用印制的有色标签加以区分。

#### S.T.A.R.T. 模型
简单分诊和快速处理（S.T.A.R.T. Simple Triage and Rapid Treatment）是紧急救护人员或者接受过一般训练的非医务人士使用的简单分诊系统。该系统不具超越医护专业人士指令的权威。2003年加州地震中，紧急救护人员发明并使用了本系统。虽然该系统原本是在地震后为社区紧急救护团队和消防员设计的，但在火车和公交车事故等大规模伤亡救护现场也得到使用和有效印证。
本系统将伤员分成四类：
- 无需救护的死亡者
- 必须立即送医院的伤员
- 可以稍后送医院的伤员
- 非紧急的轻伤员

### 病人的标识

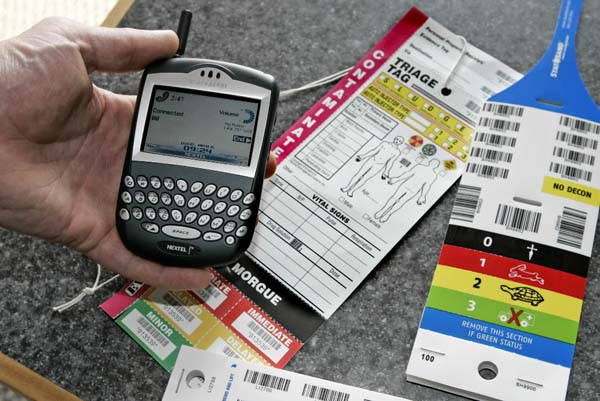
许多分诊系统已电脑化

## 地区差异

### 台灣
台灣於1999年起使用檢傷分類，2010年參考加拿大訂定台灣急診檢傷與急迫度分級量表（Taiwan Triage and Acuity Scale, TTAS）。
| 檢傷分級 | 病情輕重                  | 定義                                                                                          |
| -------- | ------------------------- | --------------------------------------------------------------------------------------------- |
| 第一級   | 復甦急救（Resuscitation） | 病況危急，生命或肢體需立即處置                                                                |
| 第二級   | 危急（Emergent）          | 潛在性危急生命、肢體及器官功能狀況，需快速控制與處置                                          |
| 第三級   | 緊急（Urgent）            | 病況可能持續惡化，需要急診處置，病人可能伴隨明顯不適的症狀，影響日常活動                      |
| 第四級   | 次緊急（Less Urgent）     | 病況可能是慢性疾病的急性發作，或某些疾病之合併症相關，需要在1-2小時做處置，以求恢復、避免惡化 |
| 第五級   | 非緊急（Not Urgent）      | 病況為非緊急狀況，需做一些鑑別性的診斷或轉介門診，以避免後續之惡化                            |

- 第一：立刻處理
- 第二：十分鐘內處理
- 第三：三十分鐘內處理
- 第四：六十分鐘內處理
- 第五：一百二十分鐘內處理

### 香港
香港的分診系統由註冊護士所使用。 
| 分類          | 意義                                                                                             | 範例                             |
| ------------- | ------------------------------------------------------------------------------------------------ | -------------------------------- |
| 第一類 危殆   | 因嚴重事件或意外引致有生命危險，主要維生指標（如脈搏、呼吸、血壓等）極不穩定，必須立即施行搶救。 | 身體有多處嚴重創傷               |
| 第二類 危急   | 主要維生指標處於邊緣情況，可能有生命危險，須立即治理及密切監察病情。                             | 受嚴重創傷，身體多於一處出現骨折 |
| 第三類 緊急   | 主要維生指標較為穩定，但情況嚴重須盡早治理。                                                     | 身體主要部分出現骨折             |
| 第四類 次緊急 | 情況較輕微但需要治理，可以等候一段時間而不致出現病情惡化。                                       | 撞瘀、扭傷                       |
| 第五類 非緊急 | 屬於非急症，可以考慮使用其他醫療服務，如公立普通科門診，或私人家庭醫生。                         | 輕微擦傷、一般腸胃炎             |

### 澳門
澳門仁伯爵綜合醫院的分診：
| 分流級別      | 情況                                                         | 處理時間                         |
| ------------- | ------------------------------------------------------------ | -------------------------------- |
| 第一級 危殆   | 病況危急影響到生命，需立即處理者。                           | 立即處理                         |
| 第二級 緊急   | 嚴重疾病或外傷，暫不危及生命，但須盡快處理者。               | 30分鐘                           |
| 第三級 次緊急 | 患者存在急性情況，但病況穩定，能等候一段時間而不致出現惡化。 | 90分鐘                           |
| 第四級 非緊急 | 無急性情況，可適當地考慮使用其他醫療服務。                   | 請在候診室內等候，按先後次序就診 |

### 美国

#### 美国军队
在非作战时，分诊程序与平民系统无异。在战场，需要军医和战地救护人员对伤亡人员分类，以便实施医疗撤离或伤亡撤离程序。分诊类别依次为：
- 紧急：伤员需要立即处理，否则会死亡。
- 延后： 伤员需要在六小时内得到治疗。伤口可能致命，但可以等紧急伤员得到救治或撤离后再处理。
- 轻微：指“可自行行走”伤员，只有在更高级别的伤员撤离后才处理，无需观察。
- 等待：这类伤员伤势不会升级。不可放弃治疗，在紧急和延后类伤员得到救治后方可处理。[14]

#### 美国医院分诊系统
在医院系统，急诊第一阶段分诊由医院的分诊护士执行。护士对病人的状况和变化进行评估，以决定病人在急诊室接收的有限级和治疗。急诊处理完成后，病人会转入医院内部的分诊系统。

### 芬兰
在事故现场，分诊由医护人员或者急诊科医生完成，使用的标签分四种：
```
不可延誤
, 
必須等待
, 
可以等待
 和 
死亡
.
```

### 德国
德国的分诊:
| 分类     | 意义         | 处理                                 | 范例                                   |
| -------- | ------------ | ------------------------------------ | -------------------------------------- |
| T1 (I)   | 严重生命危险 | 立即处理或转院                       | 动脉出血，内出血，断肢                 |
| T2 (II)  | 重伤         | 密集观察并快速处理，尽快转院         | 非重大截肢，皮肉伤，脱臼，错位         |
| T3 (III) | 轻伤或无伤   | 条件许可时，给予诊治、送医院，或出院 | 轻微皮肉伤，拉伤，擦伤                 |
| T4 (IV)  | 存活希望甚微 | 观察，或给镇痛药                     | 重伤，大量失血                         |
| T5 (V)   | 死亡         | 保护尸体，验明身份                   | 入院时已经死亡，从T1-4降级，无自主呼吸 |

### 以色列
以色列军队和非医护人士使用简化的S.T.A.R.T.：倒地不出声的伤员应立即送入医院抢救；倒地呻吟的伤员可以延后处理；能够自行站立的伤员无需紧急处理。 非医护专业人士无权使用死亡标签。

### 日本

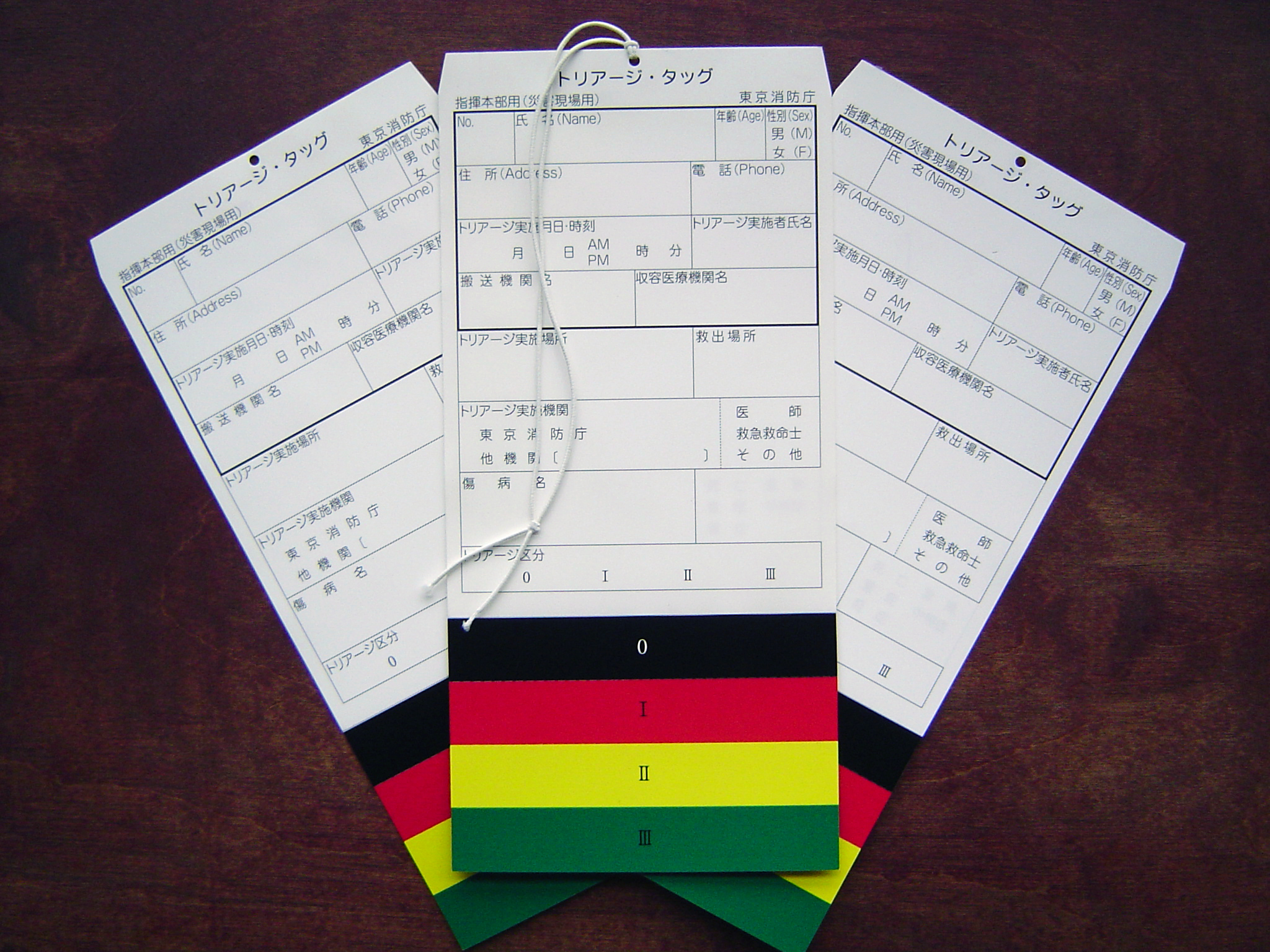
日本使用分诊标签

日本的分诊系统主要为医护专业人士所使用。分诊的分类和使用的颜色代码为：
- 赤(I): 有致命伤，但有望存活。
- 黄(II): 无致命伤，但需要紧急处理。
- 绿(III): 轻伤，无需救护车。
- 黑(0): 死亡或存活无望。